# 名古屋市立高蔵小学校
名古屋市立高蔵小学校（なごやしりつ たかくらしょうがっこう）は、名古屋市熱田区花町に所在する公立小学校。

## 歴史
1873年（明治6年）12月25日を学校の創立日としている。明治初年の名古屋県（愛知県の前身）では、義校と呼ばれる学校の設立が推奨されており、この日、住吉神社地蔵堂において第二十九義校として産声を上げたのであった。
この義校は、学制による小学校が正式に成立するまでの橋渡しの役割に過ぎなかったため、翌年に6月には早速第四十三番小学住吉学校と改組された。
1887年（明治20年）に至って、学校の根拠法が小学校令へと変わるタイミングで、学校が所在した愛知郡において大規模な学校再編が実施されることとなった。住吉学校は愛知郡尋常小学白鳥学校（名古屋市立白鳥小学校の前身）に吸収され、その分校扱いとされた。1889年（明治22年）8月には白鳥学校は熱田学校と名称を改めている。
1892年（明治25年）には再び住吉尋常小学校として独立し、1896年（明治29年）3月には熱田町立第三尋常小学校となった。1901年（明治34年）には現在の校地に移転を果たし、同時に熱田町立第四尋常小学校を吸収している。
1907年（明治40年）には愛知郡熱田町が名古屋市に吸収されたため、校名を名古屋市高蔵尋常小学校と改めている。高座結御子神社の俗称「高蔵社」に由来する当地の地名がつけられたものである。
1941年（昭和16年）には国民学校令による名古屋市高蔵国民学校の名称に改めている。戦時下行われた学童集団疎開では622名の児童が愛知県中島郡祖父江町において集団生活を余儀なくされた。
戦後は、新制度下の名古屋市立高蔵小学校として再出発をしている。このとき、かつて分離した草薙国民学校の学区の全域および波寄国民学校の学区の一部を吸収している。

### 沿革
- 1873年（明治6年） - 住吉神社東の地蔵堂において第二十九義校として創立[WEB 2]。
- 1874年（明治7年） - 第二大学区第一中学区第四十三番小学住吉学校と改称[WEB 2]。
- 1887年（明治20年） - 白鳥学校の分校となる[WEB 2]。
- 1889年（明治22年） - 熱田学校分校となる[WEB 2]。
- 1892年（明治25年） - 住吉尋常小学校と改称[WEB 2]。
- 1896年（明治29年） - 熱田町立熱田第三尋常小学校と改称[WEB 2]。
- 1901年（明治34年） - 現校地に移転し、第四尋常小学校と合併[WEB 2]。
- 1907年（明治40年） - 熱田町が名古屋市に編入され、名古屋市高蔵尋常小学校と改称[WEB 2]。
- 1909年（明治42年） - 旗屋尋常小学校成立に伴い、一部児童が同校に編入[WEB 2]。
- 1921年（大正10年） - 波寄尋常小学校成立に伴い、一部児童が同校に編入[WEB 2]。
- 1925年（大正14年） - 八熊尋常小学校成立に伴い、一部児童が同校に編入[WEB 2]。
- 1935年（昭和10年） - 青年学校を開設[WEB 2]。
- 1936年（昭和11年） - 草薙尋常高等小学校を開設[WEB 2]。
- 1941年（昭和16年） - 高蔵国民学校と改称[WEB 2]。
- 1946年（昭和21年）- 名古屋市立高蔵小学校と改称[WEB 2]。草薙学区・波寄学区の一部を編入[WEB 2]。

### 児童数の変遷
『愛知県小中学校誌』（2018年）によると、児童数の変遷は以下の通りである。
| 1947年（昭和22年） | 1251人 |  |
| 1957年（昭和32年） | 1762人 |  |
| 1967年（昭和42年） | 873人  |  |
| 1977年（昭和52年） | 790人  |  |
| 1987年（昭和62年） | 511人  |  |
| 1997年（平成9年）  | 351人  |  |
| 2007年（平成19年） | 286人  |  |
| 2017年（平成29年） | 299人  |  |

## 通学区域
所管する名古屋市教育委員会は、2018年（平成30年）9月1日現在、熱田区のうち、
尾頭町・金山一丁目・金山町一丁目・金山町二丁目・桜田町・沢上一丁目・沢上二丁目・沢下町・新尾頭一丁目・新尾頭二丁目・新尾頭三丁目・外土居町・高蔵町・波寄町・花町の全域および池内町・五本松町の各一部を通学区域として指定している。
また、卒業後の進学先は名古屋市立沢上中学校となっている。

## 交通アクセス
- 名古屋市営地下鉄名城線 西高蔵駅が最寄り駅である[WEB 1]。

## 関係者

### 出身者
- 岡田有希子 - アイドル歌手、女優
- 森田正光 - 気象予報士[WEB 2]
- 中山礼都 - プロ野球選手

### WEB
1. 1 2  名古屋市役所教育委員会事務局総務部企画経理課企画統計係 (2018年9月18日). “熱田区の小・中学校一覧”.   名古屋市. 2018年11月14日閲覧。
2. 1 2 3 4 5 6 7 8 9 10 11 12 13 14 15 16 17 18  “高蔵小学校のあゆみ”.   名古屋市立高蔵小学校. 2017年7月28日閲覧。
3. ↑  名古屋市教育委員会事務局総務部教育環境計画室計画係 (2018年9月1日). “名古屋市立小・中学校の通学区域一覧（熱田区）” (PDF).   名古屋市. 2018年11月15日閲覧。
4. ↑  名古屋市教育委員会事務局総務部教育環境計画室計画係 (2018年4月1日). “名古屋市立中学校区一覧（小→中）” (PDF).   名古屋市. 2018年11月14日閲覧。

### 書籍
1. 1 2  六三制教育七十周年記念 愛知県小中学校誌 合同記念誌編集特別委員会 2018, p. 220.
2. 1 2  熱田区制五十周年記念誌編集部会 1987, p. 184.
3. ↑  熱田区制五十周年記念誌編集部会 1987, p. 185.
4. ↑  熱田区制五十周年記念誌編集部会 1987, p. 186.
5. ↑  愛知郡役所 1923, p. 289.
6. ↑  愛知郡役所 1923, p. 290.
7. ↑  熱田区制五十周年記念誌編集部会 1987, p. 188.
8. ↑  熱田区制五十周年記念誌編集部会 1987, p. 202.
9. 1 2 3  熱田区制五十周年記念誌編集部会 1987, p. 203.
10. ↑  熱田区制五十周年記念誌編集部会 1987, p. 192.